# 海都汗
海都（?—?），乞颜部最初的部族长，尊为海都汗，蒙古孛儿只斤氏的始祖孛端察儿的玄孙，八林昔黑剌秃合必畜的曾孙，成吉思汗的六世祖。
祖父咩撚笃敦（篾年土敦）生有七子，因为他们的草场被札剌亦兒部破坏，于是发生冲突，牲畜、财物被抢，家族被札剌亦兒部屠杀。只有海都年幼被乳母藏在积木中，幸免于难。他长大后，得到了作为巴儿忽部的赘婿而没有被杀的七叔纳真把阿秃儿的支持，在巴儿忽真谷积蓄力量。成年后，纳真和部众推举他为部长。他报父祖之仇，击败了札剌亦兒部，四周部族归附，成为乞颜部真正的第一代首领，奠定了蒙古部发展的基础。札剌亦兒成为乞颜部的奴仆，直到成吉思汗。

## 父母
父親：合赤曲魯克

## 子
1. 拜姓忽兒
2. 察剌孩领忽（俺巴孩的祖父）
3. 抄真斡儿帖该